# Witstaartmiersluiper
De witstaartmiersluiper (Myrmotherula urosticta) is een zangvogel uit de familie Thamnophilidae (miervogels).

## Verspreiding en leefgebied
Deze soort is endemisch in oostelijk en zuidoostelijk Brazilië van centraal Bahia tot noordelijk Rio de Janeiro. Het is een vogel van het Atlantisch Woud.

## Status
De grootte van de populatie is in 2018 geschat op 2500-10.000 volwassen vogels. De populatie is klein en versnipperd en neemt af. Op de Rode lijst van de IUCN heeft deze soort daarom de status kwetsbaar.